# جوزيف إدوين جونسون
جوزيف إدوين جونسون (بالإنجليزية: Joseph E. Johnson)‏ هو أكاديمي أمريكي، ولد في 9 يوليو 1933 في فيرنون في الولايات المتحدة.